# Jalmenus illidgei
Jalmenus illidgei är en fjärilsart som beskrevs av Lucas 1889. Jalmenus illidgei ingår i släktet Jalmenus och familjen juvelvingar. Inga underarter finns listade i Catalogue of Life.